# Jacob Sneckenberg
Jacob Sneckenberg (före adlandet Schnack), född 25 juli 1625 i Nyköping, död 7 augusti 1697 i Stockholm, var en svensk ämbetsman.
Jacob Sneckenberg var son till borgmästaren i Nyköping Olof Pedersson Schnack. Han bedrev omfattande studier, bland annat vid universiteten i Greifswald och Rostock. Sneckenberg uppges först ha blivit häradshövding på Åland, var anställd i Kansliet 1651–1653 och fiskal i Bergskollegium 1655–1660 samt blev revisionssekreterare 1665. Han adlades 1673. 1675 utnämndes han, på förslag av Kammarkollegiets chef Lorentz Creutz den äldre till räntmästare. Han kom därigenom att inneha ha posten under de år de den statsfinansiella förvirringen i samband med skånska kriget var som störst. Utnämningen hängde samma med en omorganisation av den centrala penningförvaltningen, som syftade till att dra in kronans viktigaste penninginkomster i banken under räntmästarens administration. Reformen riktade sig närmast mot generaltullförvaltaren Joel Gripenstierna, som försäkrats om att få tillgodogöra sig sina förskott till kronan genom avkastningar på stora sjötullsmedlen. Sneckenberg kom också genast i häftig konflikt med Gripenstierna. Då Sneckenberg inte ansåg sig ha fått tillräckligt stöd av Kammarkollegiet, försökte han genom sina förbindelser i fältkansliet misstänkliggöra kollegiet på högsta ort. Detta väckte stark indignation inom kollegiet, som dock med hänsyn till krediten avstod från åtgärder mot Sneckenberg. 1676 infann sig riksmarskalken Johan Gabriel Stenbock i kollegiet med order om Sneckenbergs avsättande. En deputation från kollegiet avsändes till fältlägret för att söka upphäva beslutet. Det lyckades, sedan Sneckenberg lovat att sända 50.000 daler silvermynt till kronan. På nyåret 1679 gjorde Sneckenberg stora ansträngningar för att få kontrollen över subsidieförvaltningen, vilken då sköttes av Gripenstierna och hans bröder, men det lyckades inte. Sneckenberg avgick som räntmästare 1682, antagligen i samband med att han ställdes till ansvar för sin förvaltning inför kammarkommissionen. Han verkar inte ha drabbats av allvarligare efterräkningar. Under flera år var han ivrigt sysselsatt med att försöka få ersättning för de stora förskott han enligt egen mening gjort kronan under sin tjänstgöring som räntmästare. I början av 1680-talet satsade han stort kapital på kopparaffärer i Falun.